# Mark Wilkinson (Grafiker)
Mark Wilkinson (* 3. Oktober 1952 in Windsor) ist ein britischer Maler und Grafiker.
Bekannt wurde er durch die künstlerische Zusammenarbeit mit dem früheren Leadsänger der Rockgruppe Marillion, Fish, deren Plattencover er gestaltete. Die Zusammenarbeit setzte er während der Solokarriere von Fish fort. 
Er arbeitete auch für Judas Priest, Bon Jovi, Iron Maiden, Kylie Minogue und Robbie Williams.

## Weblink
- Homepage des Künstlers. (englisch)

| Personendaten    | Personendaten                 |
| ---------------- | ----------------------------- |
| NAME             | Wilkinson, Mark               |
| KURZBESCHREIBUNG | britischer Maler und Grafiker |
| GEBURTSDATUM     | 3. Oktober 1952               |
| GEBURTSORT       | Windsor                       |